# 安娜·卡明斯
安娜·卡明斯（英語：Anna Cummins，1980年3月21日—），旧姓米克尔森（Mickelson），美国女子赛艇运动员。她曾代表美国参加2004年和2008年夏季奥林匹克运动会赛艇比赛，获得一枚金牌和一枚银牌。